# Villagonzalo de Tormes
Villagonzalo de Tormes è un comune spagnolo di 208 abitanti situato nella comunità autonoma di Castiglia e León.